# ジュセッペ・オキャリーニ
ジュセッペ・オキャリーニ（Giuseppe Occhialini、1907年12月5日 - 1993年12月30日）は、イタリアの物理学者である。

## 経歴
マルケ州フォッソンブローネに生まれる。1929年フィレンツェ大学卒業。1932年からキャヴェンディッシュ研究所、1937年から1944年までサンパウロ大学の物理学研究所に在籍した。イタリアに戻り、ジェノヴァ大学、ミラノ大学で教鞭を執った。1947年、ブリストル大学にいた際、セシル・パウエル、H・ミュアヘッド、セザーレ・ラッテスらと共に、湯川秀樹が予言したπ中間子を発見した。
1974年王立協会外国人会員選出。1979年ウルフ賞物理学部門受賞。ペーザロにて没した。